# Деревянные конструкции
Деревянные конструкции — строительные несущие и ненесущие конструкции, изготовленные полностью или преимущественно из древесины, могут иметь металлические включения, как правило, в узлах соединений. Конструкции из дерева надёжны, долговечны и доступны в обработке, а самое главное — экологичны.

## История
Древесина — один из старейших строительных материалов, из которого строили дома, мосты, башни и другие фортификационные сооружения. Для сооружения арок древние строители использовали кружала — специальные деревянные конструкции. История деревянной архитектуры показывает, что при надлежащей эксплуатации деревянных сооружений, срок службы деревянных конструкций может измеряться веками. Так, например, самый длинный деревянный и древнейший Часовенный мост в Люцерне (Швейцария, Европа), возведённый в 1330 году, сохранился до наших дней.

## Применение
Конструкции из древесины могут представлять собой балки, прогоны, настилы, панели, фермы (стержневые фермы, дощатые фермы), арки, своды, рамы. Соединения деревянных конструкций могут быть клеевые, на врубках, на цилиндрических и пластинчатых нагелях и т. д.
Деревянные конструкции могут быть из сплошных однородных элементов или составных (клеёных), могут быть также цельными или сборными.
Элементы деревянных конструкций в инженерных расчётах могут рассматриваться как центрально-растянутые, центрально-сжатые (см. Растяжение-сжатие), изгибаемые, сжато-изогнутые и растянуто-изогнутые.

### Комментарии
1. ↑  Кружало — строительное приспособление для кладки каменных сводов в виде дуги из досок или металла. — Викисловарь.